# 開地村
開地村（かいちむら）は山梨県南都留郡にあった村。現在の都留市小野・大野にあたる。

## 地理
- 山：御正体山
- 河川：菅野川

## 歴史
- 1875年（明治8年）1月9日 - 都留郡小野村・菅野熊井戸村が合併して開地村となる。
- 1878年（明治11年）7月22日 - 郡区町村編制法の施行により、開地村が南都留郡の所属となる。
- 1889年（明治22年）7月1日 - 町村制の施行により、開地村が単独で自治体を形成。
- 1942年（昭和17年）4月1日 - 谷村町に編入。同日開地村廃止。